# Shizuoka

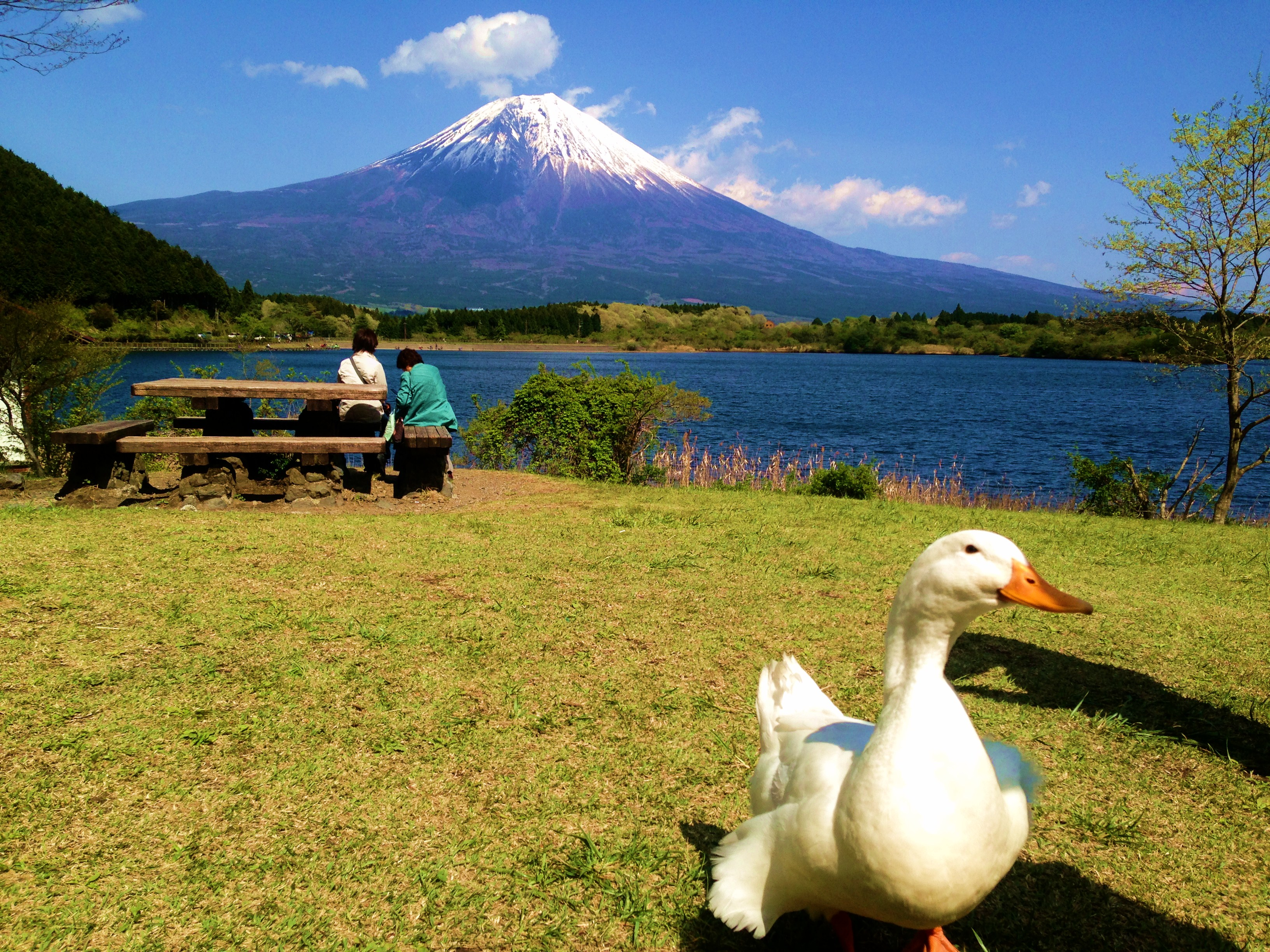
Quang cảnh của núi Phú Sĩ từ Fujinomiya

Shizuoka (静岡県 (Tĩnh Cương huyện) Shizuoka-ken) là một tỉnh nằm ở vùng Chubu trên đảo Honshu. Trung tâm hành chính là thành phố Shizuoka, trong khi Hamamatsu là thành phố lớn nhất theo dân số. Tỉnh này nổi tiếng với Núi Phú Sĩ nằm trấn ở phía đông bắc.

## Lịch sử
Địa phận Shizuoka thuở trước là ba tỉnh Tōtōmi, Suruga và Izu cũ, đến thế kỷ 19 thì thiết lập Shizuoka theo cải cách hành chánh thời Minh Trị.
Khu vực này là nguyên quán của shōgun Tokugawa đầu tiên. Tokugawa Ieyasu nguyên là quản lãnh vùng này. Khi còn dưới trướng của chủ tướng Toyotomi Hideyoshi, Ieyasu kéo quân đánh vùng Kantō của họ Hōjō, giúp Hideyoshi củng cố quyền lực. Khi trở thành shōgun, Ieyasu lấy Shizuoka làm đất gia trang do chính Mạc phủ cai quản. Năm 1868 khi Nhật hoàng ra trực tiếp chấp chính, phế bỏ Mạc phủ thì phiên Shizuoka lại giao lại cho dòng họ Tokugawa làm quản lãnh.

## Địa lý
Tỉnh huyện Shizuoka là tỉnh duyên hải có vịnh Suruga nhìn ra Thái Bình Dương. Phía tây tỉnh huyện là vùng núi non thuộc dãy Alps của Nhật Bản. Ở phía đông giáp vùng chân núi Phú Sĩ và gom cả bán đảo Izu.
Tính đến năm 2012, 11% tổng diện tích của Shizuoka nằm dưới quyền quản lý của hai vườn quốc gia: Vườn quốc gia Fuji-Hakone-Izu & Minami Alps. Ngoài ra có Vườn quốc gia Tenryū-Okumikawa và bốn lâm viên khác thuộc cấp tỉnh huyện quản lý.

### Trận động đất Tokai
Shizuoka thuộc vùng đất Tokai, trung bình cứ 100 đến 150 năm thì bị địa chấn lớn. Gần đây nhất ngày 15 Tháng 3 năm 2011, Shizuoka rung chuyển dưới 6,2 độ Richter, tâm chấn nằm cách thành phố Shizuoka 42 km về phía Bắc Đông Bắc.

### Danh mục thành phố

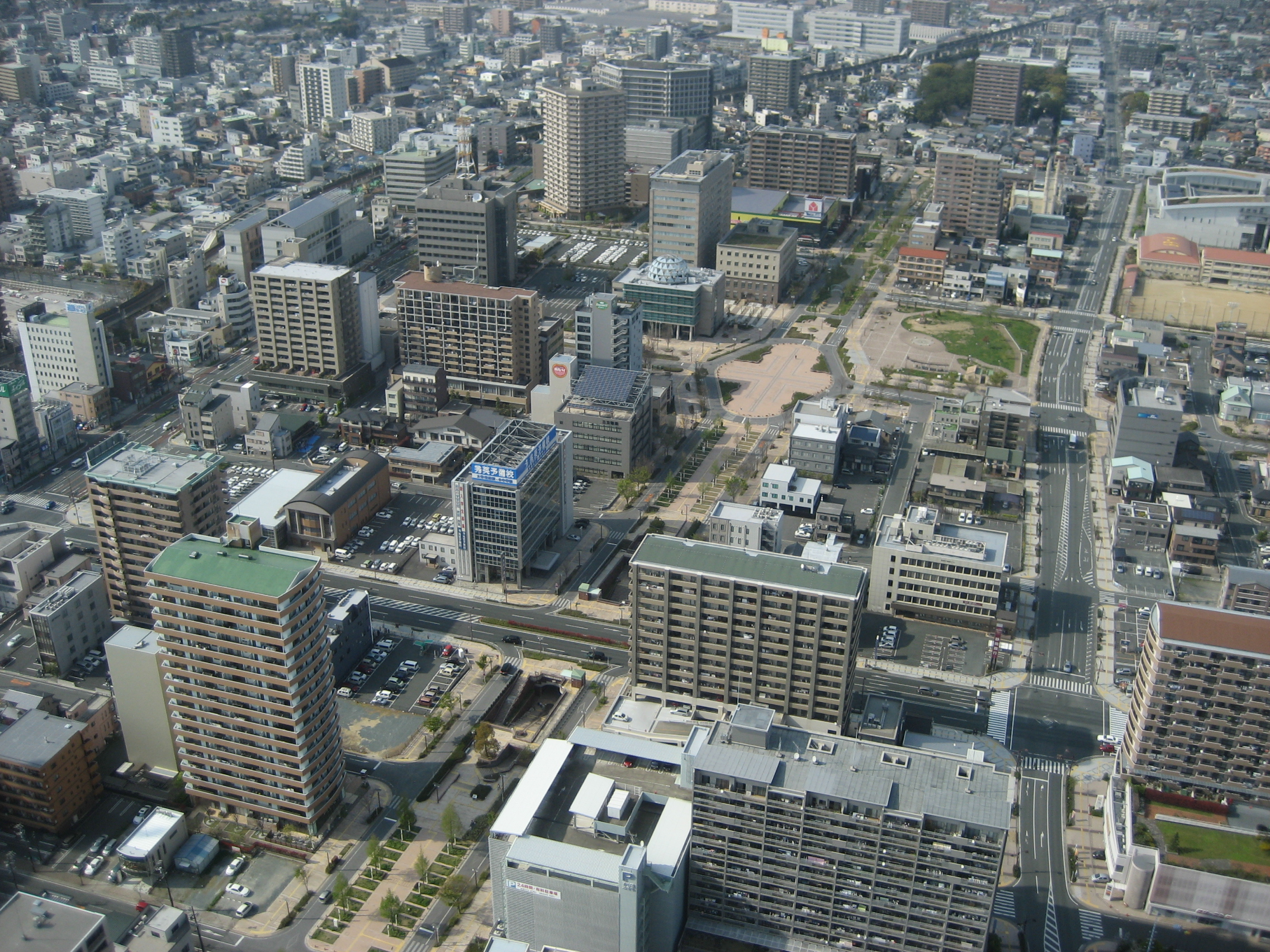
Thành phố Hamamatsu

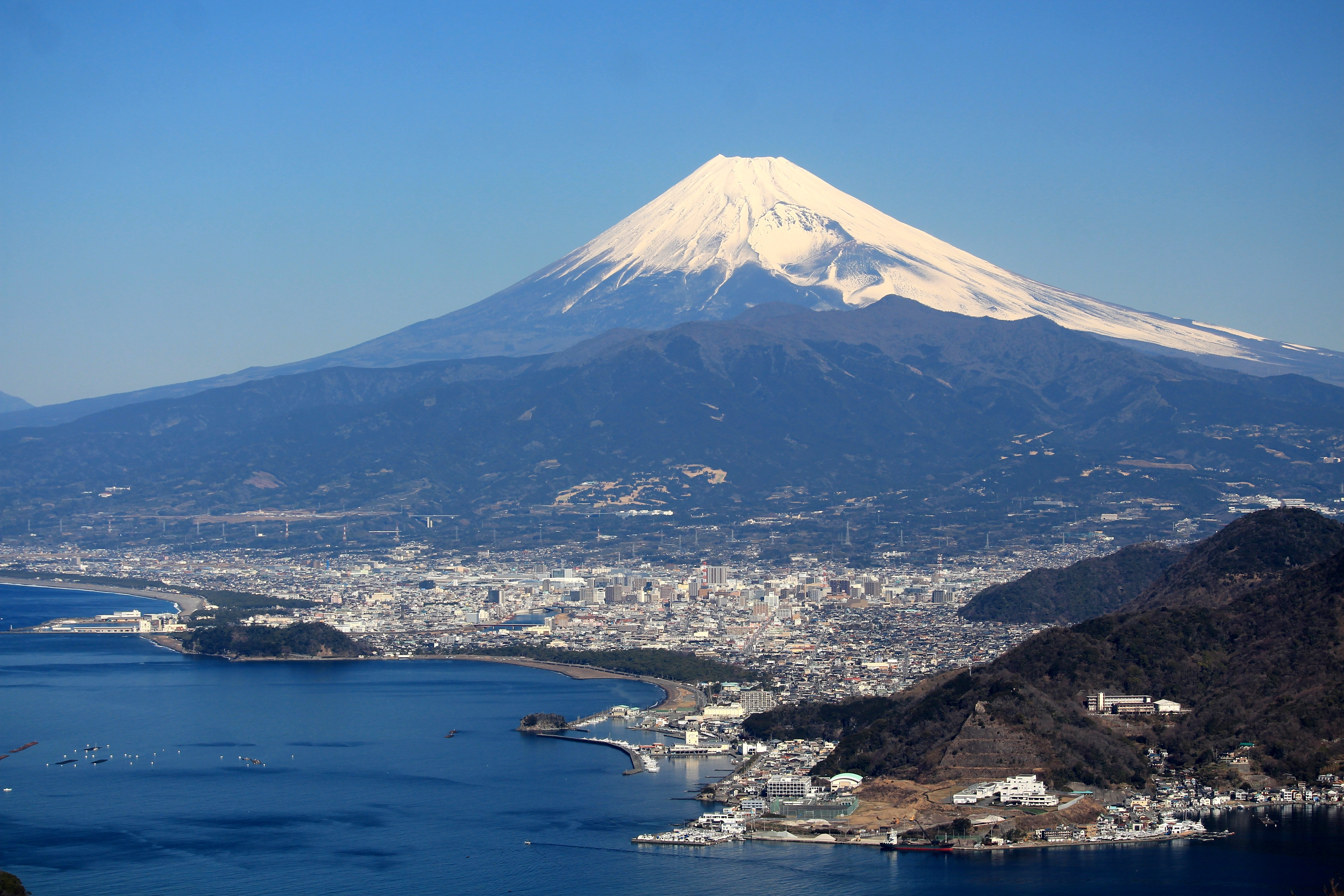
Numazu và núi Phú Sĩ

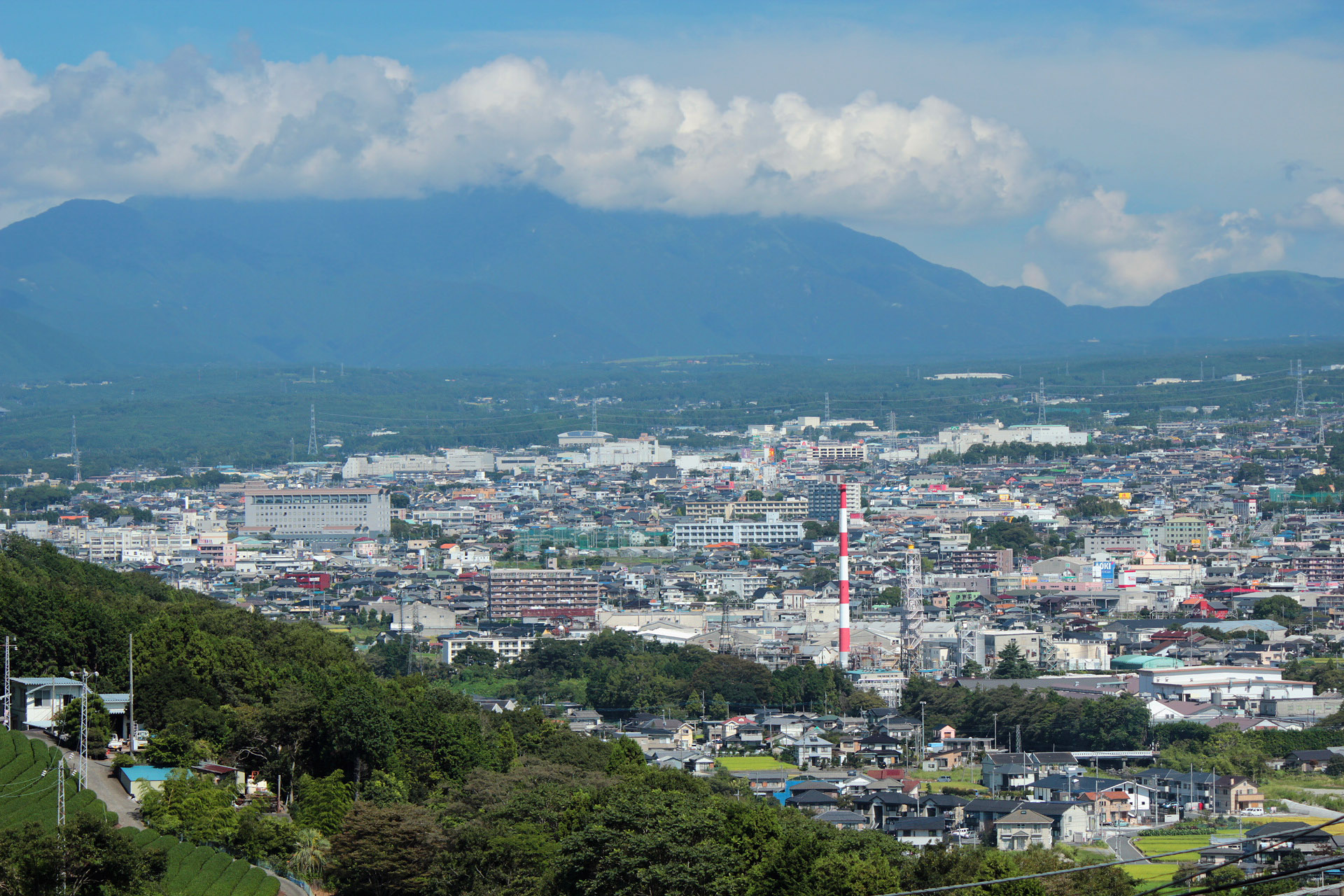
Thị trấn Fujinomiya

Bãi biển Atami

Shizuoka có 23 thành phố
- Atami
- Fuji
- Fujieda
- Fujinomiya
- Fukuroi
- Gotemba
- Hamamatsu (đông dân nhất)
- Itō
- Iwata
- Izu
- Izunokuni
- Kakegawa
- Kikugawa
- Kosai
- Makinohara
- Mishima
- Numazu
- Omaezaki
- Shimada
- Shimoda
- Shizuoka (thủ phủ)
- Susono
- Yaizu

### Danh mục thị trấn
- Quận Haibara
  - Kawanehon
  - Yoshida
- Quận Kamo
  - Higashiizu
  - Kawazu
  - Matsuzaki
  - Minamiizu
  - Nishiizu
- Quận Shūchi
  - Mori
- Quận Suntō
  - Nagaizumi
  - Oyama
  - Shimizu
- Quận Tagata
  - Kannami

## Danh sách thống đốc của Shizuoka (từ 1947)
| # | Tên (Sinh–Mất)                                | Nhiệm kỳ            | Nhiệm kỳ            | Đảng chính trị                                        |
| - | --------------------------------------------- | ------------------- | ------------------- | ----------------------------------------------------- |
| 1 | Takeji Kobayashi (小林武治) (1899-1988)       | 23 tháng 4 năm 1947 | 22 tháng 4 năm 1951 | Độc lập                                               |
| 2 | Toshio Saito (斎藤寿夫) (1908-1999)           | 1 tháng 5 năm 1951  | 8 tháng 1 năm 1967  | Đảng Tự do (1951-1959) Đảng Dân chủ Tự do (1959-1967) |
| 3 | Yutaro Takeyama (竹山祐太郎) (1901-1982)      | 31 tháng 1 năm 1967 | 24 tháng 6 năm 1974 | LDP                                                   |
| 4 | Keizaburo Yamamoto (山本敬三郎) (1913-2006)   | 10 tháng 6 năm 1974 | 6 tháng 7 năm 1986  | LDP                                                   |
| 5 | Shigeyoshi Saito (斉藤滋与史) (1918-2018)     | 7 tháng 7 năm 1986  | 23 tháng 6 năm 1993 | LDP                                                   |
| 6 | Yoshinobu Ishikawa (石川嘉延) (sinh năm 1940) | 3 tháng 8 năm 1993  | 17 tháng 6 năm 2009 | Độc lập                                               |
| 7 | Kawakatsu Heita (川勝平太) (sinh năm 1948)    | 7 tháng 7 năm 2009  | Đương nhiệm         | Độc lập                                               |

## Giao thông

### Đường ray
- JR East
  - Tuyến Tōkaidō (Atami–Odawara)
  - Tuyến Itō
- JR Central
  - Tōkaidō Shinkansen
  - Tuyến Tōkaidō (Atami–Toyohashi)
  - Tuyến Gotenba
  - Tuyến Minobu
  - Tuyến Iida
- Izu Kyūkō
- Tuyến đường sắt Izuhakone
  - Tuyến Daiyūzan
  - Tuyến Sunzu
- Tuyến đường sắt Gakunan
- Tuyến đường sắt Shizuoka
- Tuyến đường sắt Ōigawa
- Tuyến đường sắt Enshū
- Tuyến đường sắt Tenryū Hamanako

### Đường phố

#### Đường cao tốc
- Đường cao tốc Tōmei
- Đường cao tốc Shin-Tōmei

#### Đường thu phí
- Đường Shizuoka Đông-Tây
- Đường Shizuoka Nam-Bắc
- Đường Tây Phú Sĩ (không phải là một con đường thu phí nữa kể từ năm 2012)
- Đường Fujinomiya

#### Quốc lộ
- Quốc lộ 1
- Quốc lộ 42
- Quốc lộ 52
- Quốc lộ 135
- Quốc lộ 136
- Quốc lộ 138
- Quốc lộ 139
- Quốc lộ 149
- Quốc lộ 150
- Quốc lộ 151
- Quốc lộ 152
- Quốc lộ 246
- Quốc lộ 257
- Quốc lộ 301
- Quốc lộ 302
- Quốc lộ 362
- Quốc lộ 414
- Quốc lộ 469
- Quốc lộ 473
- Quốc lộ 474

### Sân bay

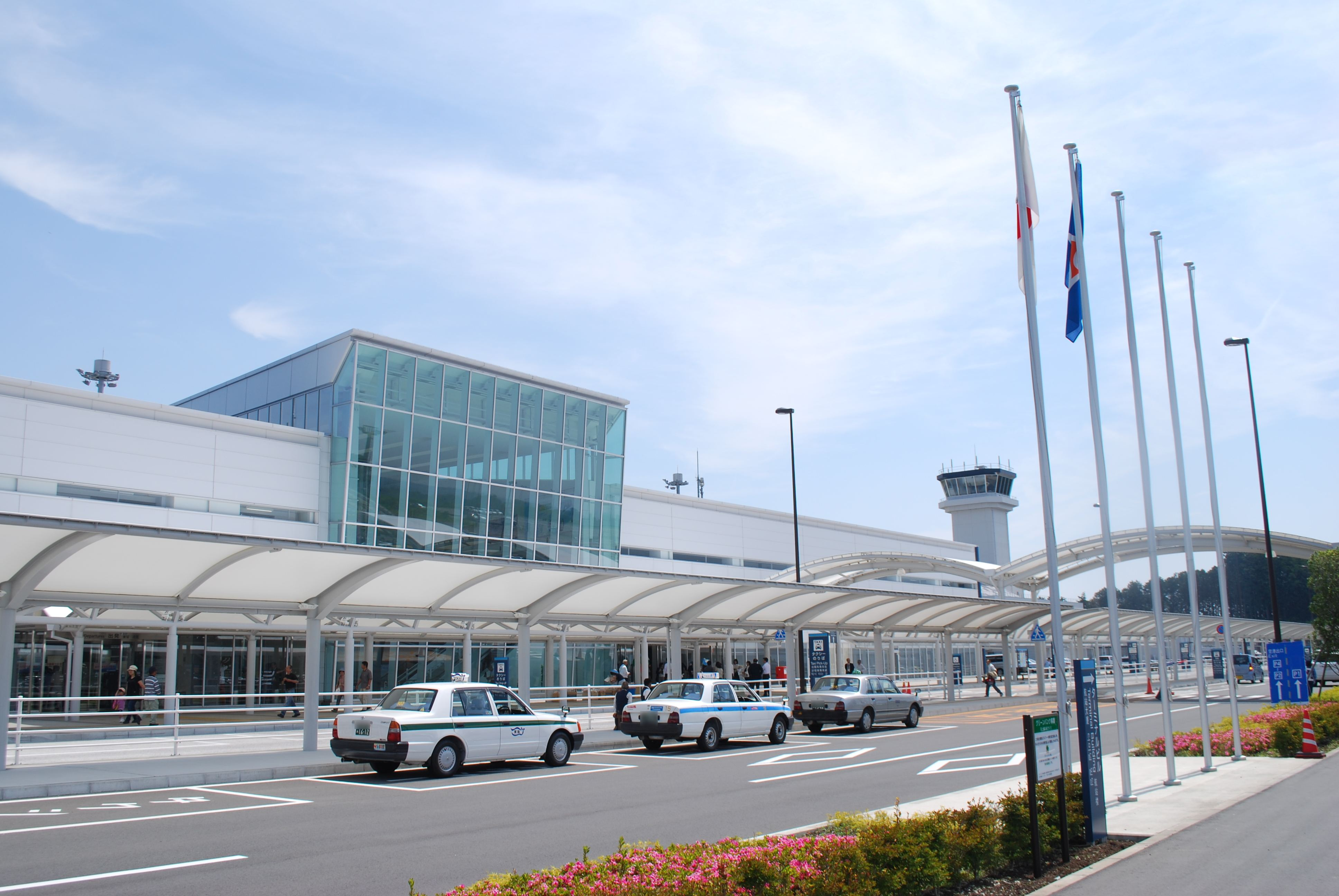
Sân bay Shizuoka

- Sân bay Shizuoka

### Cảng
- Cảng Shimizu
- Cảng Atami và cảng Shimoda - Tuyến phà chủ yếu đến đảo Izu
- Cảng Numazu

## Giáo dục

### Đại học
Đại học quốc gia
- Trường đại học y Hamaha
- Đại học Shizuoka
- Đại học nghiên cứu cấp cao (Cơ sở Mishima, Viện di truyền học quốc gia)

#### Đại học công lập
- Đại học Văn hóa Nghệ thuật Shizuoka
- Đại học Shizuoka

#### Đại học tư thục
- Đại học Fuji Tokoha
- Đại học Hamamatsu
- Đại học Hamamatsu Gakuin
- Đại học Juntendo (Cơ sở Mishima)
- Đại học Nihon (Cơ sở Mishima)
- Đại học Shizuoka Eiwa Gakuin
- Viện khoa học và công nghệ Shizuoka
- Đại học Shizuoka Sangyo
- Đại học Phúc lợi Shizuoka
- Đại học Nữ Y khoa Tokyo (Cơ sở Daito)
- Đại học Tokai (Khuôn viên Shimizu và Numazu)
- Đại học Tokoha Gakuen

### Trường trung học phổ thông
- Trường trung học thương mại Numazu
- Trường trung học Susono tỉnh Shizuoka
- Trường trung học tỉnh Shizuoka

## Thể thao
Các đội thể thao được liệt kê dưới đây có trụ sở tại Shizuoka.

### Bóng rổ
- San-en NeoPhoenix

### Motorsport
- Đường đua quốc tế Fuji

### Rugby
- Yamaha Júbilo (Iwata)

### Bóng đá
- Shimizu S-Pulse (Shimizu, Shizuoka)
- Júbilo Iwata (Iwata)
  - Trận đấu giữa hai đội trên, cả hai hiện đang thi đấu ở cấp cao nhất J. League, được gọi là Shizuoka Derby.
- Honda FC (Hamamatsu)
- Azul Claro Numazu (Numazu)
- Fujieda MYFC (Fujieda)

### Bóng chuyền
- Câu lạc bộ bóng chuyền nam Toray Arbow (Thành phố Mishima)

## Du lịch

### Bảo tàng
- Bảo tàng nghệ thuật tỉnh Shizuoka
- Bảo tàng Lịch sử Tự nhiên và Môi trường, Shizuoka

### Công viên
- Công viên Không quân (Tòa nhà thông tin công cộng lực lượng phòng vệ không quân Nhật Bản Hamamatsu)[6]
- Bảo tàng Sushi Shimizu[7]

### Lễ hội và sự kiện

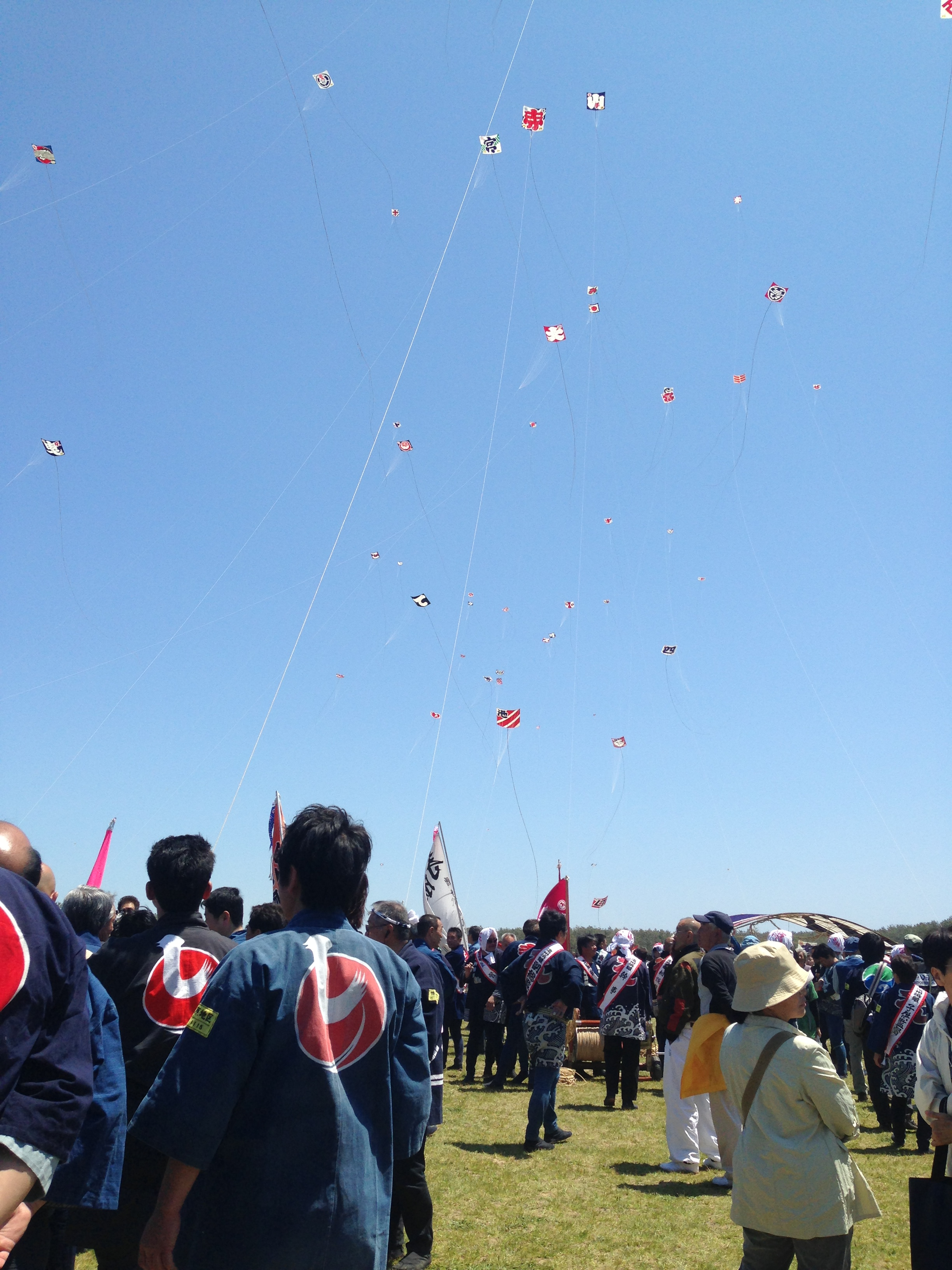
Một lễ hội diều ở Hamamatsu, tháng 5 năm 2013

- Lễ hội tàu đen Shimoda, được tổ chức vào tháng 5
- Lễ hội cảng Shimizu, được tổ chức vào ngày 5 đến 7 tháng 8
- Lễ hội tuyết, được tổ chức vào tháng 4
- World Cup Daidogei ở trung tâm thành phố Shizuoka, được tổ chức vào tháng 11
- Lễ hội Enshu Daimyo ở Iwata, được tổ chức vào tháng 4
- Lễ hội Numazu, được tổ chức vào tháng 7
- Lễ hội Mishima, được tổ chức vào tháng 8

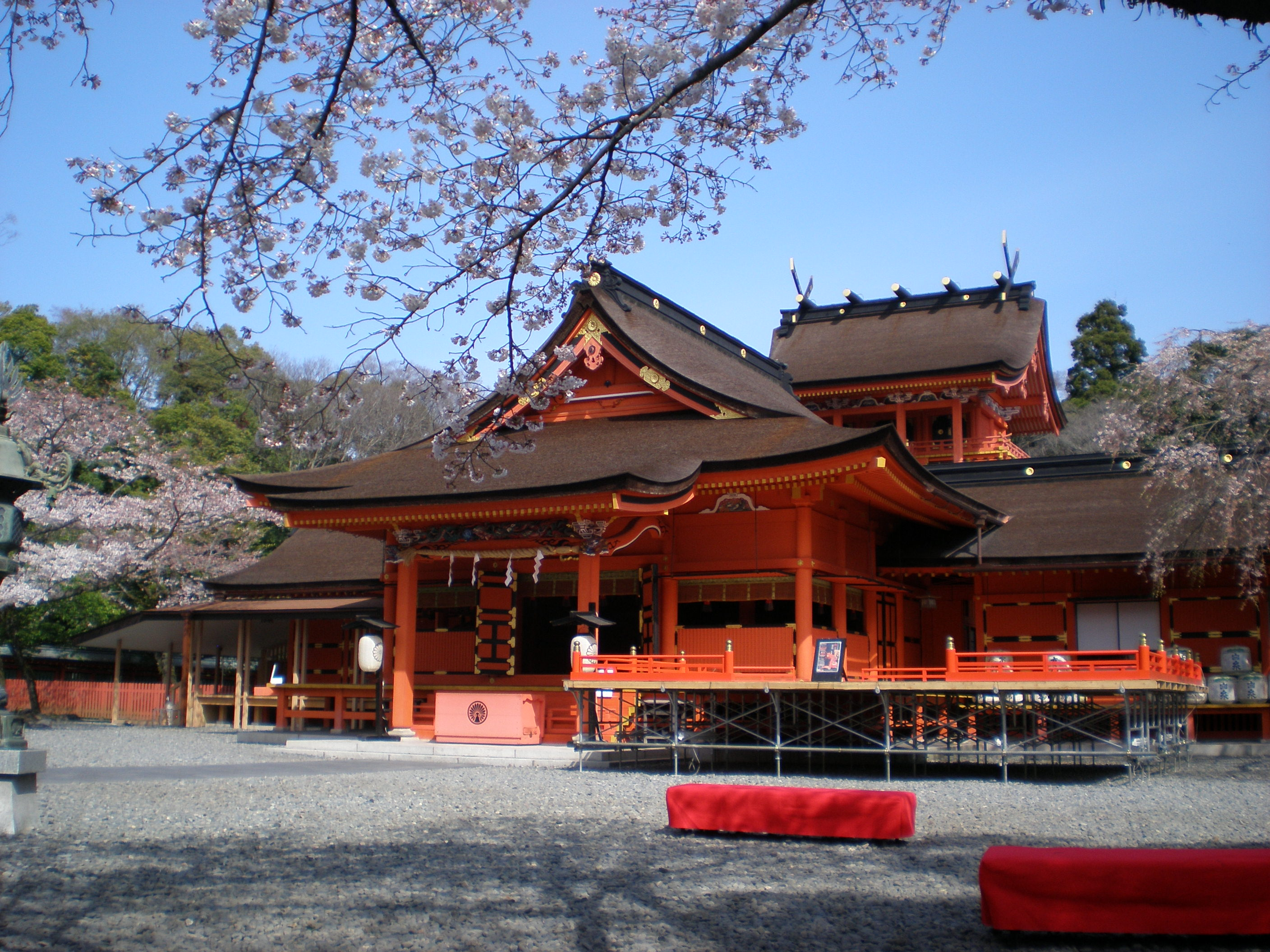
Fujisan Hongū Sengen Taisha（Fujinomiya）
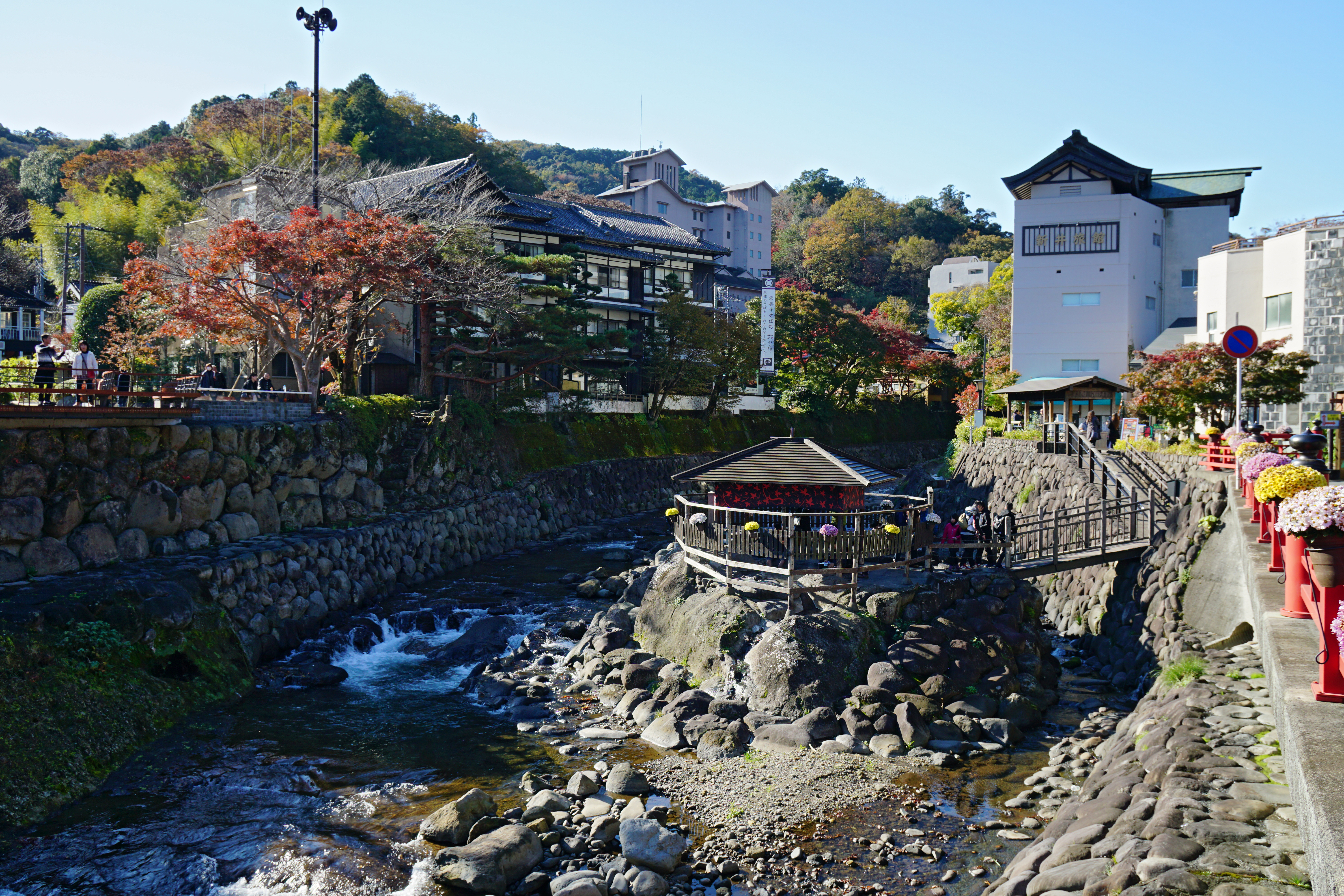
Shuzenji Onsen（Izu）
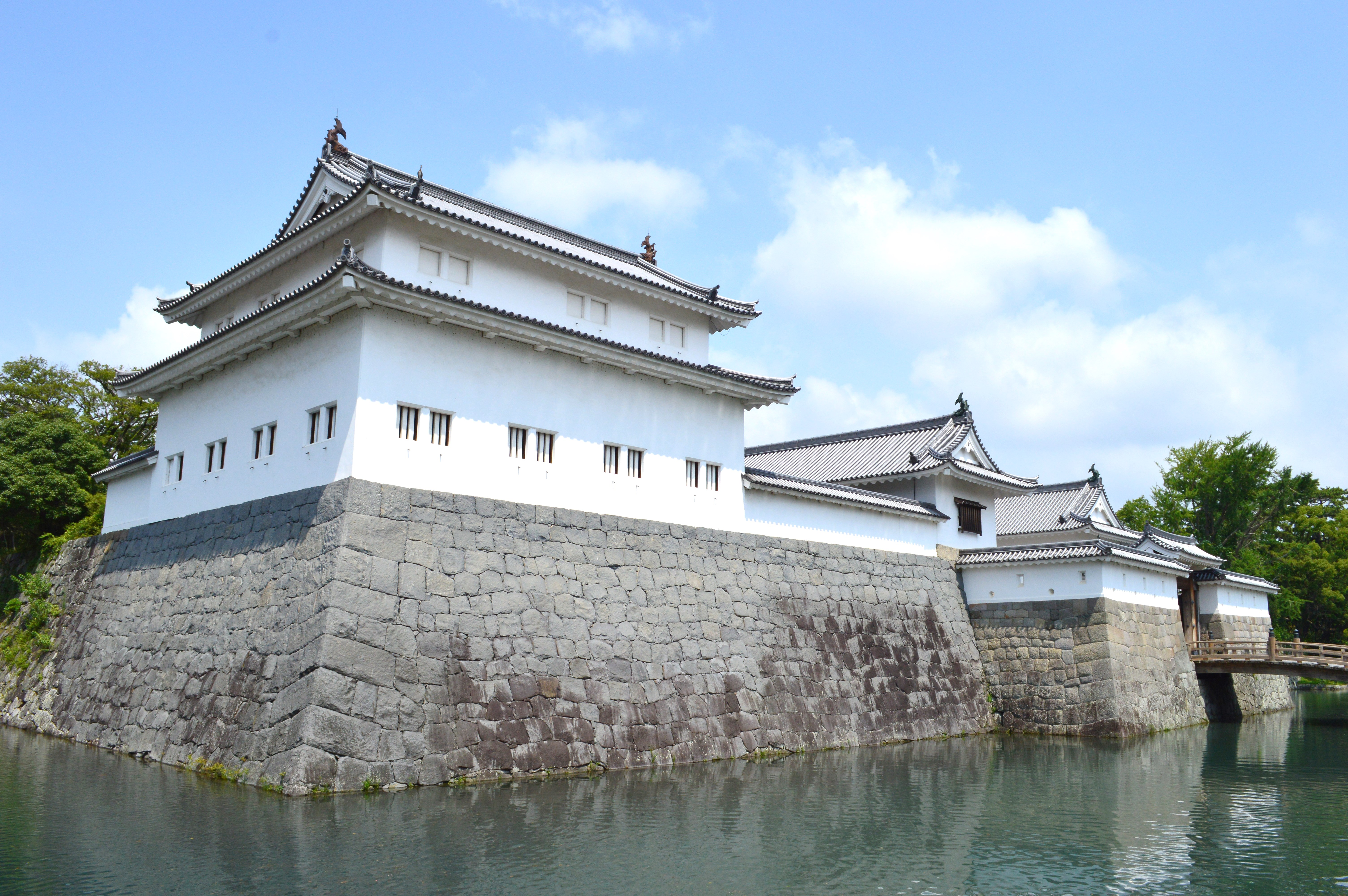
Lâu đài Sunpu（Aoi-ku, Shizuoka ）
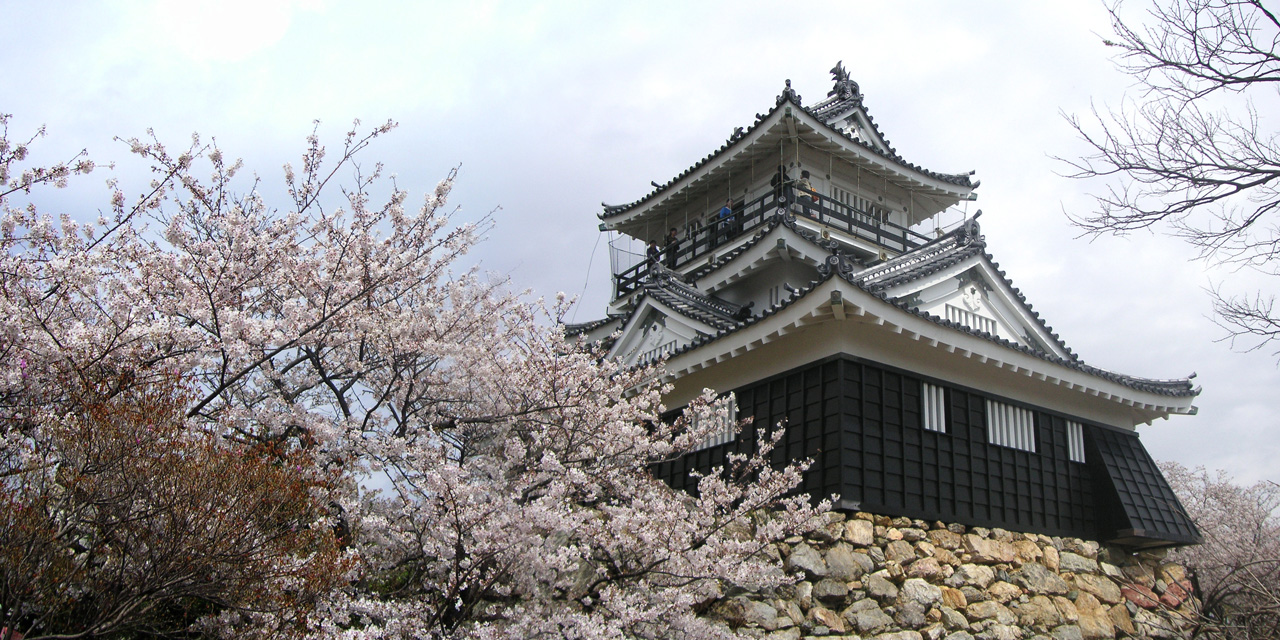
Lâu đài Hamamatsu（Naka-ku, Hamamatsu ）
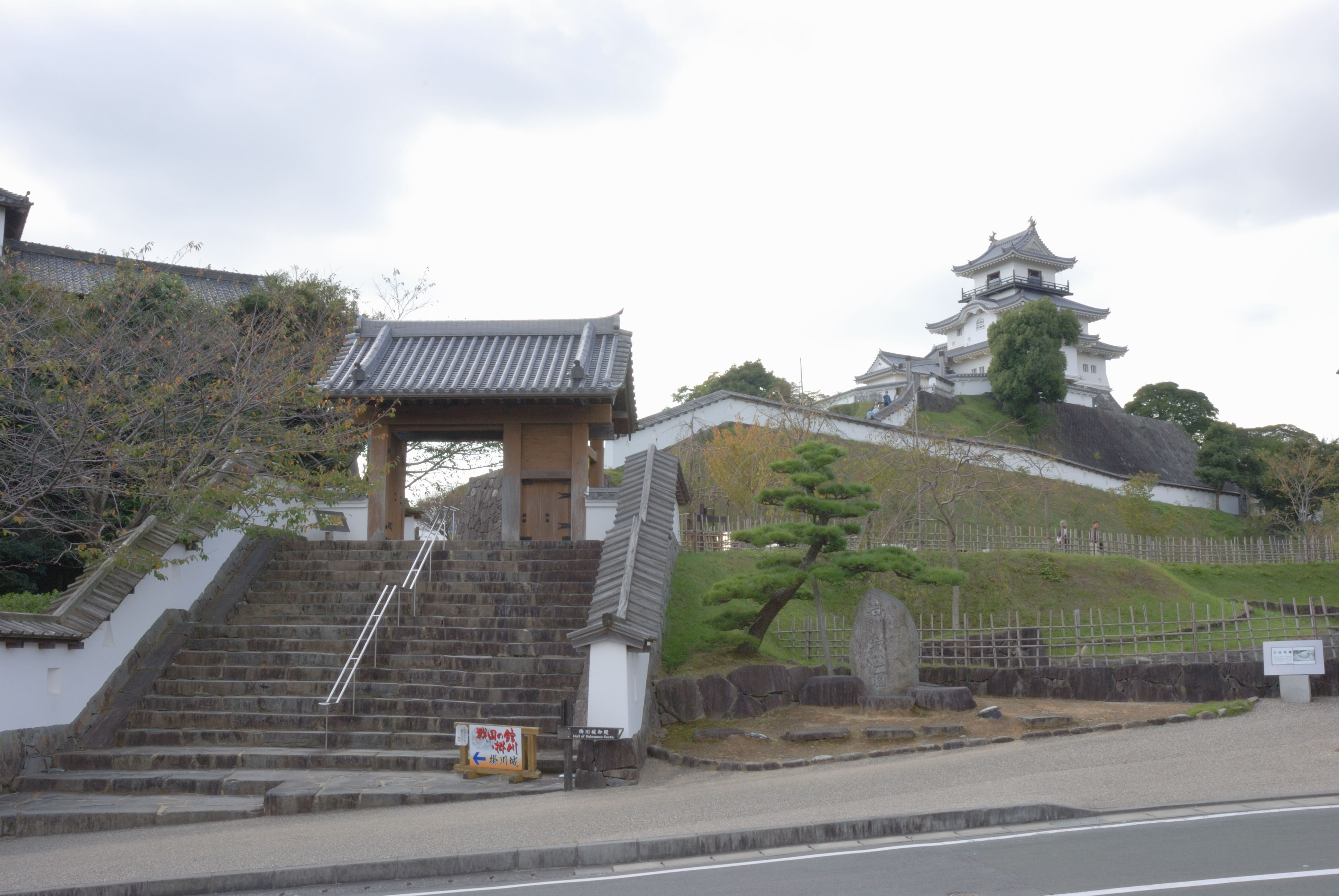
Lâu đài Kakegawa（Kakegawa）
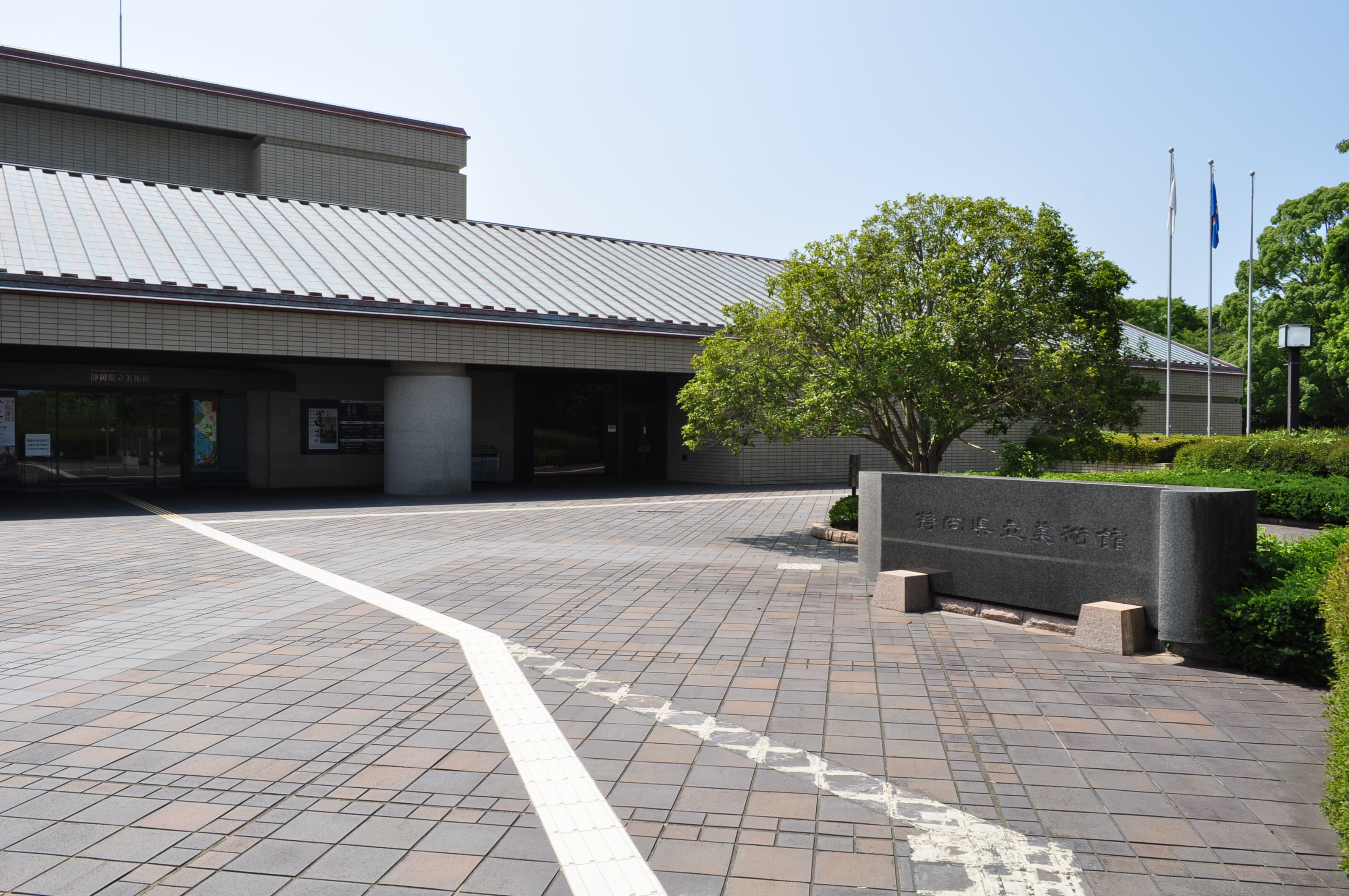
Bảo tàng nghệ thuật tỉnh Shizuoka（Suruga-ku, Shizuoka ）
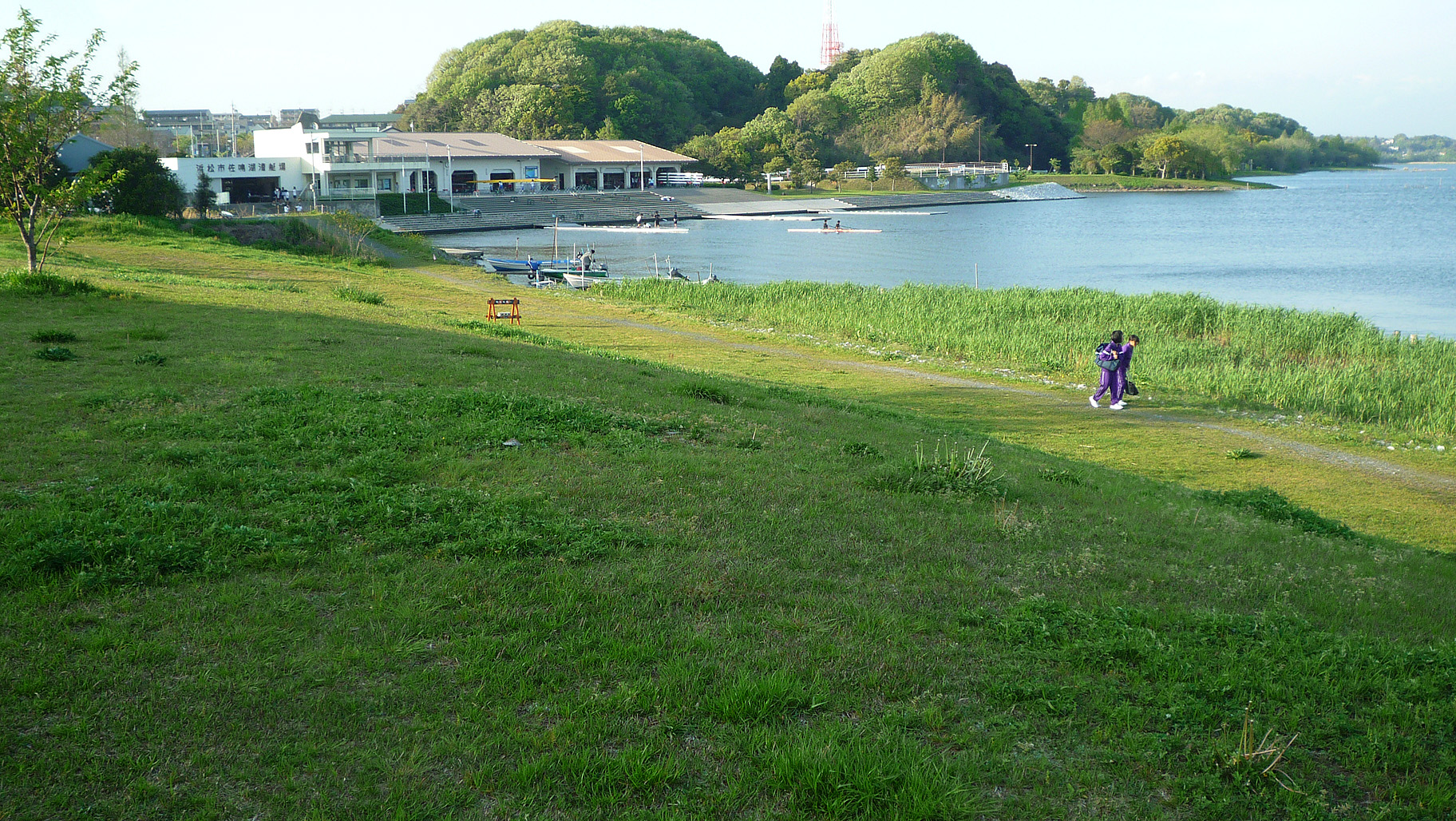
Hồ Sanaru（Nishi-ku, Hamamatsu）
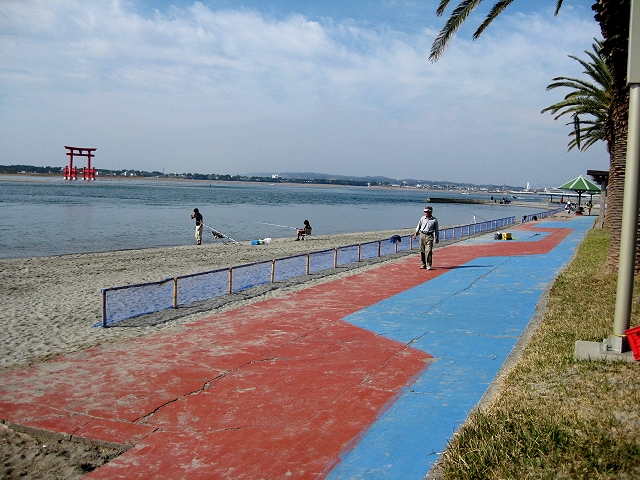
Hồ Hamana（Nishi-ku, Hamamatsu）
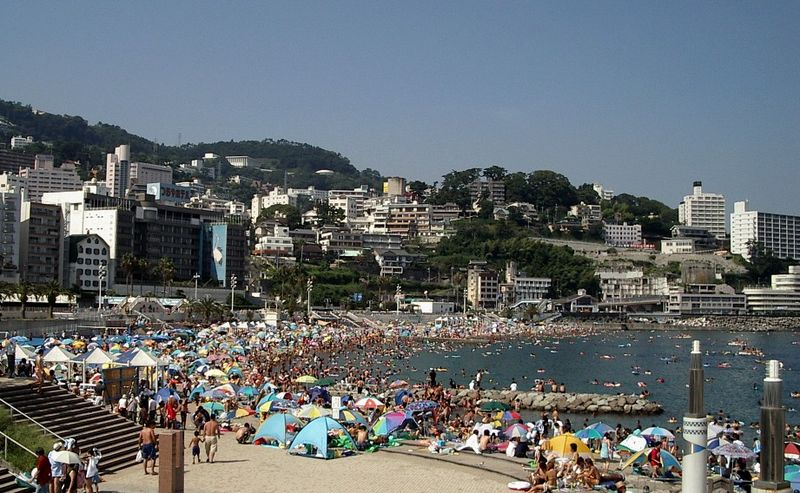
Bãi biển Atami（Atami）
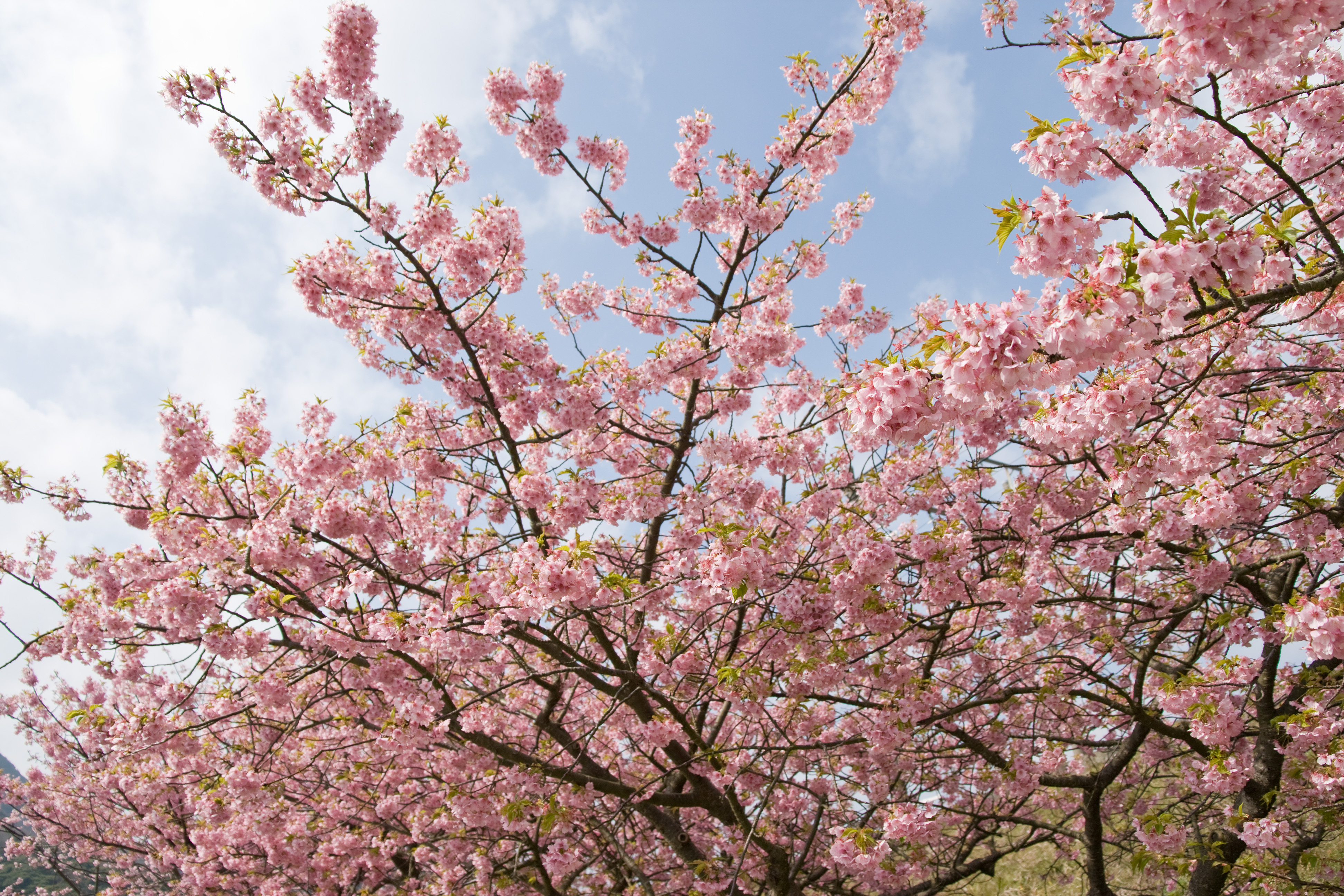
Hoa anh đào Kawazu（Quận Kamo, Kawazu）
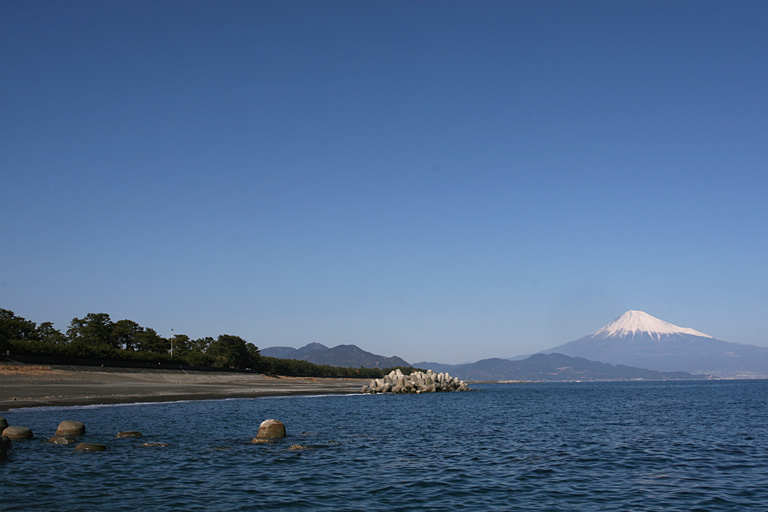
Miho no Matsubara（Shimizu-ku, Shizuoka）
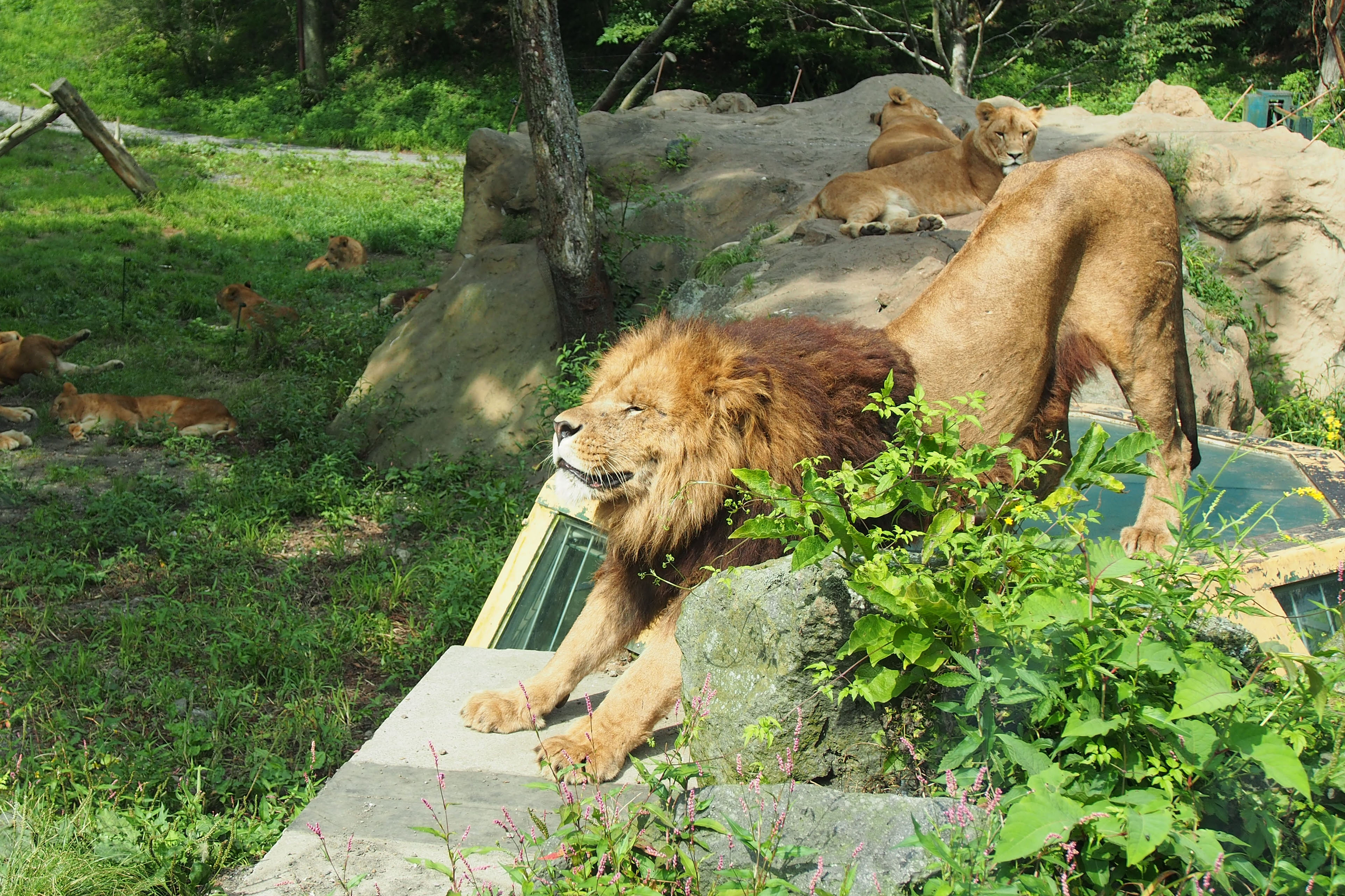
Công viên bảo tồn hoang dã Phú Sĩ（Susono）
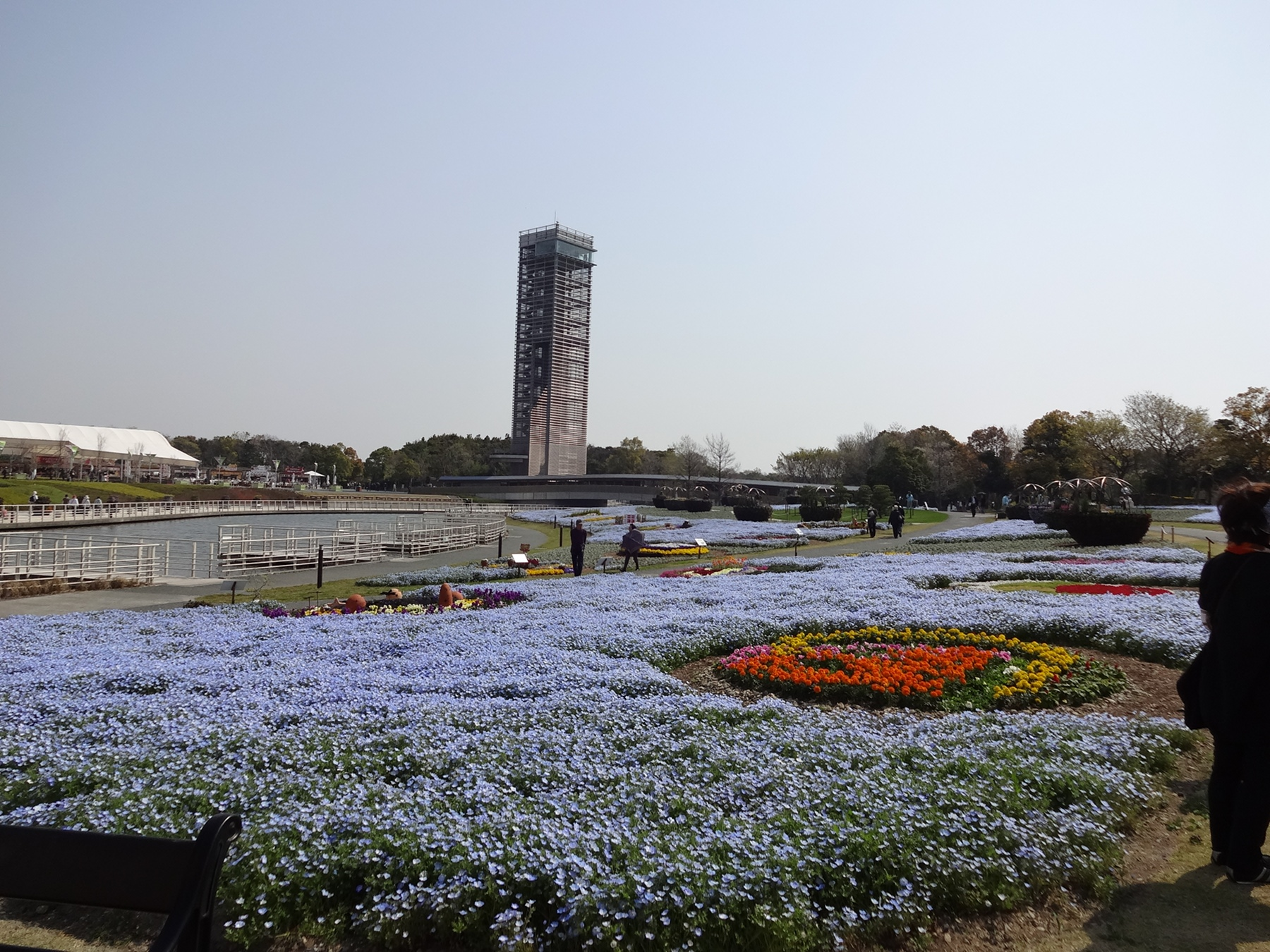
Công viên vườn Hamanako（Nishi-ku, Hamamatsu）
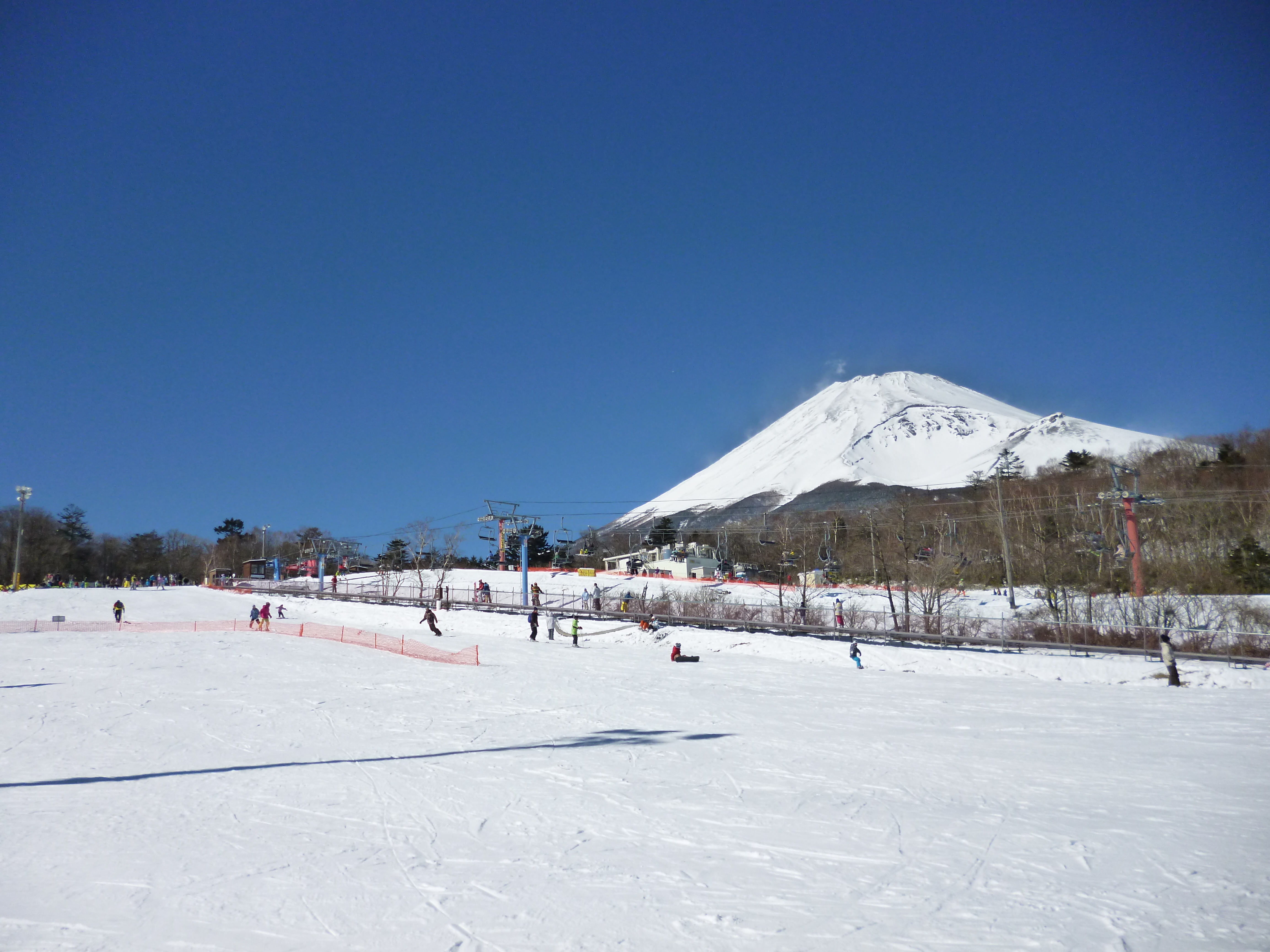
Làng tuyết Yeti & núi Phú Sĩ（Susono）
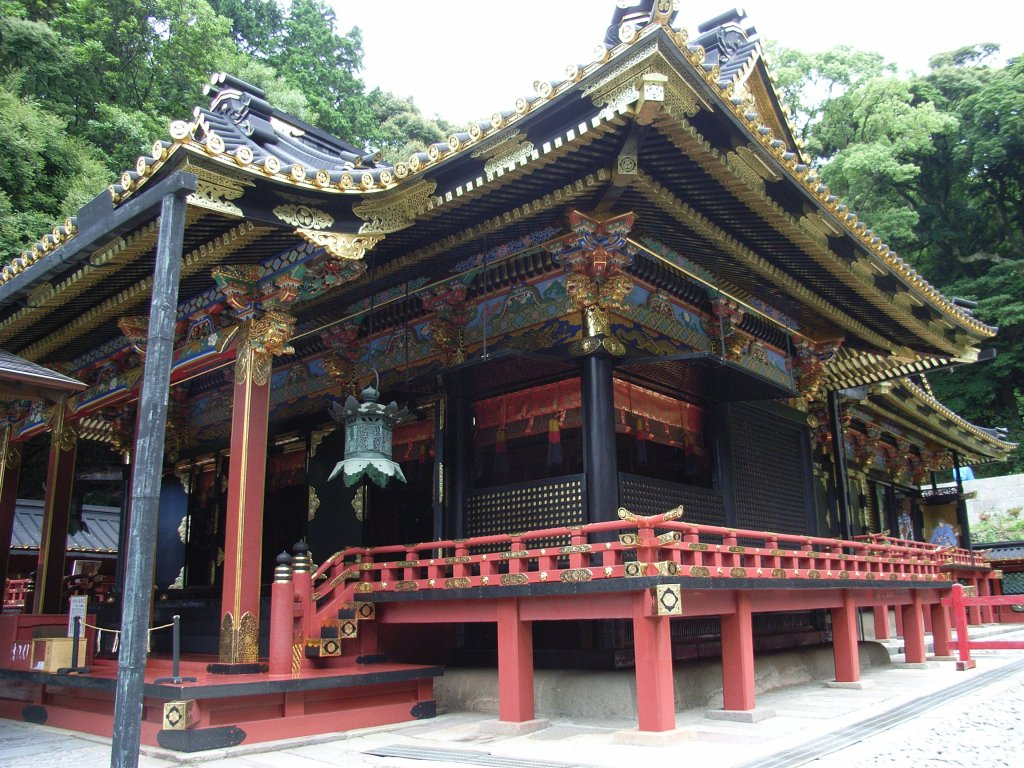
Kunōzan Tōshō-gū（Suruga-ku, Shizuoka）
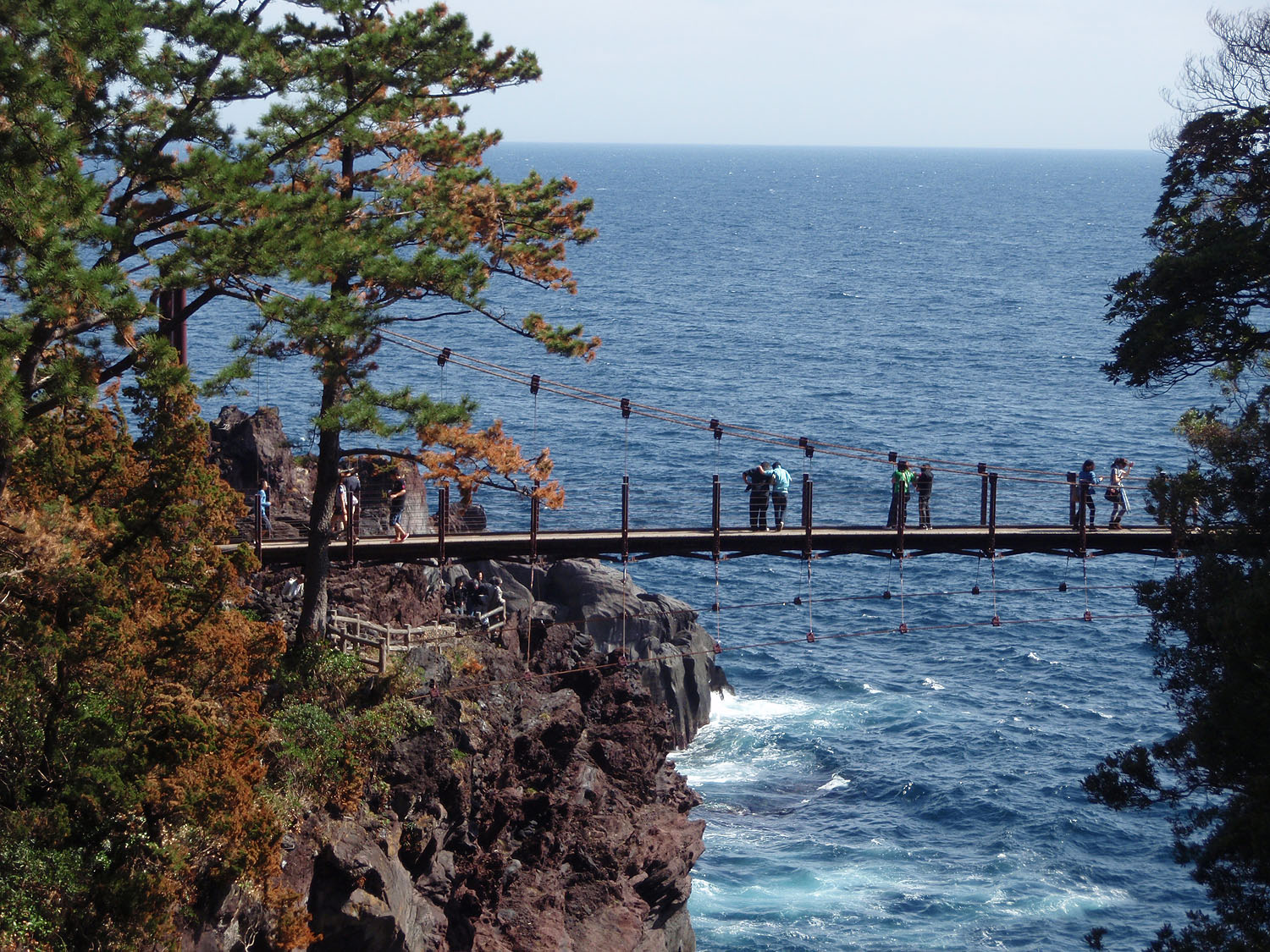
Vịnh Jogasaki（Itō）